# Bernard degli Uberti
Bernard degli Uberti (? - Parma, 4. prosinca 1133.), opat samostana Vallombrosa, parmanski biskup, papinski legat i kardinal. 

## Životopis
Postao je opat samostana Vallombrosa te na kraju izabran za generalnog poglavara zajednice. Papa Urban II. uzvisio ga je na rang kardinala 1097.godine, istovremeno služivši kao biskup Parme.
Bernard je bio pristaša pape Grgura VII., a kao rezultat toga poslan je u izgnanstvo 1104. godine od strane sljedbenika protupape Maginulfa (Silvestar IV.). Nije se vraćao u Parmu do 1106. Međutim, ponovno je prognan 1127. nakon što se usprotivio proklamaciji Konrada II. Svetim ga je proglasio papa Aleksandar VII., 21. studenog 1665. godine. Spomendan u Katoličkoj Crkvi mu je 4. prosinca.
Njegov lik su na slikama prikazivali poznati slikari Bernardino Gatti i Pietro Perugino.